# 叶西波沃农村居民点
叶西波沃农村居民点（俄语：Есиповское сельское поселение）是俄罗斯联邦沃罗涅日州捷尔诺夫卡区所属的一个农村居民点。其下辖有4个居民点，行政中心为叶西波沃。据2016年统计，该农村居民点的人口为1537人。